# Slavische mars
Slavische mars (Russisch: Славянский марш, slavjanski marsj) of Servo-Russische mars (Russisch: Сербско-русский марш, serbsko-roesski marsj), soms ook Servische mars of in het Frans Marche slave genoemd, is een mars van de Russische componist Pjotr Iljitsj Tsjaikovski die hij op 17 oktober 1876 heeft voltooid. Geruime tijd is het stuk bekend geweest onder haar Franse naam Marche slave, hoewel Tsjaikovski zelf altijd verwees naar de compositie als zijn Servo-Russische mars. De mars is geschreven ter morele ondersteuning van de veteranen van de keizerlijke Russische troepen die samen met de Serviërs vochten tegen de Turken in de Servisch-Turkse oorlog (1876-1878) en later de Russisch-Turkse Oorlog (1877-1878). De mars wordt vaak uitgevoerd samen met Ouverture 1812, eveneens van Tsjaikovski.

## Opdracht, uitwerking en ontvangst
In de herfst van 1876, toen de Serviërs met steun van de Russen in oorlog waren met de Turken, van het toenmalige Ottomaanse Rijk, werd Tsjaikovski gevraagd door de directie van de Russische muzieksociëteit om een orkestraal stuk te componeren voor een benefietconcert van het Internationaal Comité van het Rode Kruis ten voordele van gewonde veteranen uit de Servisch-Turkse oorlog. De compositie bevat aspecten van Servische volksliederen die zijn verweven met Russische invloeden voor symbolische ondersteuning. Waaronder de muziek van God, behoed de tsaar!, het nationale volkslied van het late Russische Rijk. Hij voltooide het stuk in ongeveer twee maanden op 17 oktober. Op vrijdag 17 november 1876, werd de Slavische mars tijdens de Moskouse première gedirigeerd door medecomponist en vriend Nikolaj Rubinstein.
Nadezjda von Meck, Tsjaikovski's mecenas, zijn patrones, die hem ondersteunde met een jaarlijkse toelage van zesduizend roebel, schreef:
| Ik heb uw Slavische mars gehoord, met woorden kan ik mijn gevoelens niet weergeven. Het stuk heeft mij overmand! Het was een zaligheid, waardoor ik tranen in mijn ogen kreeg. Bij het luisteren naar deze muziek voelde ik mij zeer gelukkig en ik denk daarom dat u in zekere mate mij ook toebehoort. In uw muziek voel ik mij één met u en dit gevoel kan niemand mij ontnemen. — Nadezjda von Meck |

### Invloeden
De muziek voor de mars is geïnspireerd op het nationale volkslied van het Russische Rijk, God, behoed de tsaar! en op een viertal Servische volksliederen:
| Servisch                               |  | Nederlands                               |
| -------------------------------------- |  | ---------------------------------------- |
| Sunce jarko, ne sijaš jednako          |  | (Heldere zon, je schijnt niet overal)    |
| Prag je ovo milog Srba                 |  | (Aan de grenzen van ons geliefde Servië) |
| Jer puščani prah ne zadaje njemu strah |  | (Omdat hij niet hun geweren vreest)      |
| Rado ide Srbin u vojnike               |  | (Graag wordt de Serviër soldaat)         |

## Verbod op uitvoering van de Slavische mars
Ten tijde van de Sovjet-Unie was er een verbod op het spelen van de tsaristische hymnes zoals het volkslied van het voormalige keizerrijk God, behoed de tsaar!. De Slavische mars is in die tijd formeel nooit uitgevoerd geweest. Om eventuele repercussies te voorkomen werden de segmenten waarin het volkslied oorspronkelijk in de compositie waren verwerkt, vervangen door segmenten uit Michail Glinka's werk.

## Bezetting orkest
De orkestrale bezetting is als volgt:
| - 2 piccolo - 2 dwarsfluiten - 2 hobo's - 2 klarinetten (B) - 2 fagotten - 4 hoorns (F) - 2 kornetten - 2 trompetten - 3 trombones - 1 tuba | - 1 pauk - 1 kleine trom - 1 paar bekken - 1 bassdrum - 1 tamtam - 1e en 2e violen - altviolen - cello's - contrabassen |